# Metallica
Metallica là một ban nhạc thrash metal/heavy metal của Mỹ, được thành lập vào ngày 28 tháng 10 năm 1981 bởi James Hetfield và Lars Ulrich.
Với hơn 100 triệu album bán ra toàn thế giới, riêng ở Mỹ là 57 triệu album, đây là ban nhạc heavy metal thành công nhất về mặt thương mại trong lịch sử.
Metallica cũng đã từng chiến thắng ở rất nhiều giải thưởng âm nhạc danh tiếng nổi bạt nhất là 9 giải Grammy. Đặc biệt hơn Metallica còn là nghệ sĩ đầu tiên chiến thắng tại cả hai hạng mục là Best Metal Performance và Hard Rock Performace của giải Grammy. Metallica cũng được công nhận, cùng với 3 ban khác của "tứ trụ" nhạc thrash metal, Megadeth, Slayer và Anthrax, đã làm cho thể loại nhạc này trở nên thịnh hành.
Với những thành công to lớn đó Metallica vinh dự xếp số 5 trong VH1's 100 Greatest Artists of Hard Rock. Xếp số một trong VH1's 20 Greatest Metal Bands list. Xếp số một trong danh sách 100 ban nhạc Rock xuất sắc nhất giai đoạn 1981-2000 do Kerrang xếp hạng.
Năm 2003, tờ Rolling Stone xếp ban nhạc ở vị trí sô 61 trong danh sách 100 nghệ sĩ vĩ đại nhất. Ngày 4 tháng 4 năm 2009, Metallica chính thức được vinh danh trong Đại sảnh Danh vọng Rock and Roll.

## Lịch sử ban nhạc

### Khai sinh
Metallica được thành lập ở Los Angeles, California vào tháng 10 năm 1981 bởi tay guitar và ca sĩ James Hetfield và tay trống Lars Ulrich sau khi cả hai bắt gặp nhau qua những mẫu rao vặt trên tờ The Recycler về việc thành lập ban nhạc. Bộ đôi sau đó tuyển mộ tay bass Ron McGovney, và giai đoạn này qua tay nhiều guitar chính, như là Lloyd Grant, Brad Parker, và Jeff Warner.
Cái tên Metallica được đặt khi Ron Quintana, một người ủng hộ nhạc metal vùng San Francisco, nhờ Ulrich chọn một cái tên để đặt cho tờ tạp chí mới của anh ta (tờ tạp chí cổ động cho các ban nhạc metal của Anh và Mỹ). Quintana bắt đầu chọn từ một danh sách bao gồm "Metallica", nhưng Lars đề nghị chọn "Metal Mania" và lấy tên "Metallica" cho ban nhạc.
Nhạc của Metallica trước tiên lấy cảm hứng từ những ban nhạc như Black Sabbath, Motörhead, Diamond Head, Saxon, Judas Priest, và những ban heavy metal khác của Anh. Họ cũng được truyền cảm hứng từ những ban nhạc punk như là Misfits, Zeroption, Discharge và The Ramones.
Đầu năm 1982, Ulrich thuyết phục Brian Slagel của hãng ghi âm Metal Blade chọn bài hát "Hit the Lights" vào bộ biên soạn Metal Massacre số đầu tiên. Trong nỗ lực tìm kiếm một tay guitar dài hạn, Ulrich cho đăng quảng cáo trên một tờ báo địa phương. Dave Mustaine ở Huntington Beach, California, lúc này đang chơi cho ban Panic đáp lại và hẹn một buổi thử. Ulrich và Hetfield quá ấn tượng với màn khởi động và nhạc cụ của Mustaine, và mời Mustaine vào ban nhạc ngay trước cả khi buổi thử thật sự bắt đầu.
Vào tháng 3 và tháng 4 năm 1982, một vài bản demo nhỏ được ghi âm với cơ cấu thành viên này, trong đó có Hit The Lights, Ron's Garage (được ghi âm tại garage nhà McGoveney) và Power Metal.
Vài tháng sau ban nhạc ghi một bản demo full hoàn chỉnh, No Life 'Til Leather - bản này nhanh chóng gây được chú ý trong giới băng đĩa lậu. Metallica tiếp tục cho ra đời một bản demo (live) nữa Metal Up Your Ass.
Cuối năm đó, Ron McGovney rời ban nhạc sau khi bị Dave Mustaine đổ bia lên cây bass. Sau khi xem một ban nhạc tên là Trauma chơi, Metallica đề nghị tay bass của Trauma là Cliff Burton về chơi cho họ. Burton đồng ý vời điều kiện là Metallica phải dọn tới quê của anh này ở San Francisco. Cùng với Burton, ban nhạc ghi âm bản demo Megaforce.
Sau khi định hình ở quần thể thrash metal Vịnh Area, Metallica đi đến New York vào năm 1983 để gặp những người ủng hộ tên là Jon và Marsha Zazula. Sau khi đánh thử vài bản, ban nhạc ký hợp đồng với hãng ghi âm mới của anh em Zazula, Megaforce Records. Không lâu sau, Ulrich và Hetfield thấy rằng thái độ hung hăng và lộn xộn do uống và dùng quá nhiều thuốc của Mustaine đã trở nên không thể quản lý được. Mustaine được yêu cầu rời khỏi ban, và Kirk Hammett được lôi về từ ban Exodus. Sau khi rời Metallica, Mustaine tạo dựng nên ban nhạc thành công Megadeth.
Cuối mùa xuân 1983, ban nhạc đến Rochester, New York để ghi âm album đầu tay Kill 'Em All. Ban đầu, album này không thật sự thành công về mặt tài chính, nhưng đã gây dựng cho ban nhạc một lớp fan hâm mộ trong thế giới ngầm nhạc metal. Một năm sau, Metallica phát hành Ride the Lightning. Việc Album này bao gồm một bản nhạc chậm và mang nhiều tính nội tâm, Fade to Black, đã đặt Metallica riêng ra hầu hết các ban thrash metal khác. Trong khi nhiều fan thích thú với phong cách mới mẻ của bài hát, một vài buộc tội Metallica vì đã xúi giục "bán rẻ" và "tự tử".

### Thành công vang dội
Khi Ride The Lightning đã bắt được sự chú ý của những hãng ghi âm tên tuổi, Metallica ký hợp đồng với hãng Elektra Records. Phát hành đầu tiên với Elektra là Master of Puppets vào năm 1986, album đánh dấu bước nhảy vọt của ban nhạc. Mặc dù không có đĩa đơn được phát hành từ album, một vài đoạn nhạc vẫn được phát sóng từ các track "Master of Puppets" và "Welcome Home (Sanitarium)". Ban nhạc còn được biết đến nhiều hơn nữa khi được hỏi chơi mở màn cho Ozzy Osbourne, và Master of Puppets leo lên đến vị thứ 29 bảng xếp hạng Billboard Top Album Charts. Cho đến hôm nay, một số nhà phê bình vẫn xem album này như là một trong những album nhạc metal hay nhất mọi thời đại.
Vào ngày 27 tháng 9 năm 1986, trên đường đi lưu diễn ở Châu Âu, Cliff Burton bị chết gần Ljungby, Thụy Điển, khi chiếc xe bus của ban nhạc bị trượt khỏi đường trơn và lật nhào. Burton theo quán tính hất văng khỏi xe và bị chiếc xe đè lên người. Tại thời điểm này cũng không chắc là Burton đã chết hay chưa. Một chiếc cần trục được điều động đến để nâng chiếc xe buýt lên, nhưng chiếc xe lại trượt xuống và đè lên Burton một lần nữa.
Cái chết của Burton bỏ ngỏ tương lai ban nhạc. Nhưng rồi ba thành viên còn lại quyết định là tay bass này sẽ muốn họ tiếp tục. James Hetfield sau này có nói: "Knowing Cliff’s attitude, he’d kick our butts if we quit." Gần như ngay lập tức, ban nhạc tìm kiếm một tay bass thay thế và bắt đầu thử. Trong số này có tay bass Les Claypool (của ban Primus sau này), một người bạn lúc nhỏ của Hammett. Ban nhạc thích Claypool nhưng lại cảm thấy anh này chơi quá "funk". Trong đoạn phim Behind the Music, Hetfield có giải thích rằng Claypool chơi "quá tốt" và "ngoài vùng" đối với Metallica. Hẳn nhiên là Claypool không được chọn, và Jason Newsted, sáng lập ban Flotsam and Jetsam ở Arizona được mời tham gia. Newsted chính thức gia nhập Metallica vào ngày 28 tháng 10 năm 1986, 3 tuần sau lễ tang Burton. Cùng Newsted, ban nhạc hoàn thành tour diễn trong những tháng đầu 1987. Tiếp theo tour này, ban nhạc nhanh chóng bắt tay ghi âm The $5.98 EP: Garage Days Re-Revisited vào tháng 7 năm 1987 để thử nghiệm phòng thu họ mới dựng, và để thử tài năng của Newsted.
...And Justice for All, album đầu tiên sau cái chết của Burton, được ra mắt vào năm 1988. Trong album này rất ít khi tiếng bass của Newsted có thể nghe rõ được và vài fan cho rằng đây là việc làm có chủ ý nhằm phản ứng với cái chết của Burton, hoặc là một cách xử ép Newsted. Lý do hợp lý nhất, như Hetfield và Ulrich trả lời phỏng vấn, là vì Newsted không có mặt trong lúc trộn (mix) nhạc, nên không thể tác động đến bản trộn cuối cùng. Ulrich cũng cho rằng việc thiếu tiếng bass là do Newsted chơi hoàn toàn theo như tiếng accord của Hetfield. 

### Metallica (1990-1993)
Sau album khá thành công là...And Justice For All thì ngày 12/8/1991 Metallica đã cho ra lò album phòng thu thứ 5 với tựa đề chính là tên ban nhạc Metallica. Đây là album đỉnh cao nhất của Metallica với rất nhiều ca khúc bất hủ như "Enter Sandman", "The Unforgiven", "Nothing Else Matters", "Wherever I May Roam". Album đánh dấu lần đầu tiên Metallica thống trị bảng xếp hạng Billboard 200. Nó là một trong số các album bán chạy nhất thế kỉ với hơn 22 triệu bản được tiêu thụ trên toàn thế giới và 15 triệu bản tính riêng tại Mĩ. Nhận được 14 đĩa bạch kim.
Nó chứng tỏ tài năng bậc nhất của Metallica trong làng nhạc Metal được thời đồng thời là 1 sự khẳng định rõ ràng cho sự phát triển mạnh mẽ của ban nhạc sau cái chết của Cliff Burton.

### Load, Reload (1994-1999)
Sau sự thành công tuyệt vời của siêu phẩm Metallica thì Metallica lại tiếp tục cho ra lò 2 phòng thu tiếp theo là Load vào 4/6/1996 và Reload vào 18/11/1997. Mặc dù vẫn cả hai album vẫn xếp số 1 trên Billboard 200 sau khi phát hành song nó cũng đã đánh dấu sự xuống dốc của Metallica khi 2 album kể trên không được giới chuyên môn đánh giá cao. Lượng CD tiêu thụ cũng sụt giảm hẳn khi tại Mĩ Load chỉ bán tiêu thụ được 5.020.000 bản còn với Reload là hơn 4 triệu bản. Tuy bị coi là 2 album thất vọng của Metallica song họ cũng nhận được niềm an ủi khi ca khúc "Better than You" nằm trong album Reload cũng nhận được 1 giải Grammy năm 1999 cho hạng mục Best Metal Performance.

### St Anger (2001-2005)
Trượt dài theo sự xuống dốc, Metallica tiếp tục phát hành album St Anger năm 2003 sau những bất đồng nội bộ khi tay bass của nhóm Jason Newsted ra đi vào năm 2000 cùng với việc những bê bối về việc sử dụng ma tuý của James Hetfield. St Anger tuy vẫn xếp số 1 tại Billboard và tiêu thụ được 419000 bản sau tuần đầu tiên song cuối năm đó nó chỉ xếp sô 37 trong số các album bán chạy nhất.
Không những thế nó còn bị giới chuyên môn đánh giá là album mất bản sắc của Metallica. Dù sau đó ca khúc cũng ẵm 1 giải Grammy cho hạng mục Best Metal Performance nhưng cũng không thê cứu vãn nổi sự thất bại của album cùng tên.
Sự thất bại này đã làm Metallica quyết tâm tìm kiếm 1 tay bass mới cho ban nhạc, và người được chọn là tay bass Robert Trujillo. Anh bắt đầu biểu diễn cùng Metallica trong liveshow ngày 24/2/2003. Và góp mặt vào album mới nhất là Death Magnetic của ban nhạc.

### Thành viên tạm thời (live show)
- "Damien Philips" (Jeff Warner) - Guitar accord thay thế trong một buổi diễn năm 1982 khi James chỉ hát vì bị gãy xương do trượt ván.
- John Marshall (phụ trách kỹ thuật guitar của Kirk Hammett, cũng chơi cho Metal Church) - Guitar accord thay thế trong khi James đang phục hồi các chấn thương và chỉ hát (1986, gãy cổ tay do trượt ván; 1992, bị cháy do sự cố bắn pháo hoa khi đang diễn tại Montreal, Sân vận động Olympic).
- James bị chấn thương vai trước buổi diễn vào ngày 7 tháng 7 năm 2000 tại sân vận động Georgia Dome ở Atlanta. Korn, Kid Rock và System of a Down chơi thế.
- Những tay trống thế (khi Lars Ulrich không thể diễn tại Festivan Download vào ngày 6 tháng 6 năm 2004): Dave Lombardo của Slayer, Joey Jordison của Slipknot, và Flemming Larsen (nhân viên kỹ thuật trống của Ulrich).

### Sự trở lại với Death Magnetic (2006 đến nay)
Sau một thời gian dài im hơi lặng tiếng cùng với album thất bại St Anger (2003), Metallica đã trở lại một cách đầy ấn tượng với album phòng thu thứ 9 của mình với tựa đề Death Magnetic. Phát hành ngày 12/9/2008, Death Magnetic làm rung chuyển bảng xếp hạng âm nhạc Hoa Kỳ với 490.000 bản được tiêu thụ chỉ sau 3 ngày đầu tiên phát hành, đồng thời leo lên vị trí số 1 trên BXH Billboard 200. Đây là album thứ 5 liên tiếp của Metallica xếp vị trí số 1 tại Billboard 200, khiến họ trở thành nghệ sĩ đầu tiên lập được kì tích này. Tính đến hết năm 2008 đã có 1.570.000 bản Death Magnetic đã được tiêu thụ tại Mĩ và khoảng hơn 5,5 triệu bản trên toàn thế giới.
Không những chỉ thành công về mặt thương mại, Death Magnetic cũng đạt được những thành công lớn về mặt giải thưởng khi tại lễ trao giải Grammy lần thứ 51 (9/2/2009), album này đã được đề cử cho 4 giải Grammy và chiến thắng 2 giải: Best Metal Performance cho ca khúc My Apocalypse, và Best Recording Package cho Death Magnetic, nâng tổng số giải Grammy của Metallica lên con số 9.

### Bước vào ngôi nhà của những huyền thoại
Vốn là 1 huyền thoại của nhạc Rock đã từ rất lâu, song phải đợi đến sau thành công của Death Magnetic, Metallica mới chính thức có tên trong danh sách được vinh danh trong Rock and Roll Hall of Fame, ngôi nhà của các huyền thoại sau hơn 25 năm kể từ ngày phát hành album phòng thu đầu tiên. Lễ vinh danh diễn ra vào ngày 4/4/2009 và tất cả những thành viên của Metallica, kể cả những người cũ như Jason Newsted, Cliff Burton (đã chết) đều có vinh dự này, trừ Dave Mustaine vì anh chưa tham gia vào 1 album chính thức nào của Metallica.
Chia sẻ vinh dự được vinh danh cùng với Metallica còn có nhóm Hip Hop Run-D.M.C. và ca sĩ Bobby Womack.

## Giải thưởng
Giải Grammy:[56]
- 1990: Best Metal Performance – "One"
- 1991: Best Metal Performance – "Stone Cold Crazy"
- 1992: Best Metal Performance – Metallica
- 1999: Best Metal Performance – "Better than You"
- 2000: Best Hard Rock Performance – "Whiskey in the Jar"
- 2001: Best Rock Instrumental Performance – "The Call of Ktulu" cùng Michael Kamen và San Francisco Symphony
- 2004: Best Metal Performance – "St. Anger"
- 2009: Best Metal Performance – "My Apocalypse"
- 2009: Best Recording Package - Death Magnetic

Giải MTV Video Music:
- 1992: Video Metal xuất sắc nhất – "Enter Sandman"
- 1996: Video Metal xuất sắc nhất – "Until It Sleeps"

Giải American Music:
- 1996: Nghệ sĩ yêu thích nhất: Heavy Metal/Hard Rock: Metallica – Load
- 1996: Bài hát Metal/Hard Rock được yêu thích nhất – "Until It Sleeps"

Giải Billboard Music:
- 1997: Billboard Nghệ sĩ Rock and Roll của năm – Metallica (RIAA Diamond Award)
- 1999: Nghệ sĩ của năm – Metallica
- 1999: Album của năm – Metallica

Giải Kerrang!:
- 2003: Hall of Fame – Metallica
- 2003: Best International Band – Metallica
- 2004: Best Band on the Planet – Metallica
- 2008: Inspiration Award Winner – Metallica
- 2009: Best Album – Death Magnetic

## Thành viên
| Thành viên hiện tại - James Hetfield – lead vocals, rhythm guitar (1981–nay) - Lars Ulrich – drums (1981–nay) - Kirk Hammett – lead guitar, backing vocals (1983–nay) - Robert Trujillo – bass, backing vocals (2003–nay) | Thành viên cũ - Ron McGovney – bass guitar (1982) - Dave Mustaine – lead guitar, backing vocals (1982–1983) - Cliff Burton – bass guitar, backing vocals (1982–1986) - Jason Newsted – bass guitar, backing vocals (1986–2001) |